# ラヴぃ
「ラヴぃ」は、“リップスライムとくるり”名義で発売したRIP SLYMEとくるりのコラボレーションシングル。2006年7月5日発売。

## 概要
DJ FUMIYAの自律神経失調症による療養のため、他アーティストとのコラボレーションを中心に活動していたRIP SLYMEの、「BATTLE FUNKASTIC」、「Hey,Brother」に続くコラボレーション第3弾。くるりとしては初のコラボレーションシングルである。
本作とは逆に、“くるりとリップスライム”名義で「Juice」が同日発売された。また、「ラヴぃ」のジャケットと「Juice」のジャケットを横に並べて配置すると一枚の絵となる。
RIP SLYMEが京都にくるりのライブを観に行った際の打ち上げの席で、「こんなのやろうか」と言ったのが曲作りのきっかけである。ちなみに、後日くるりのスタジオに行った時には、既に「ラヴぃ」と「Juice」のデモテープが作ってあったという。
また、その席でRYO-Zが岸田繁に「今回はストレートにラブソングをやってみたいと思っている」という旨の話をした際に、岸田が「ふーん、ラヴぃヤツね」と言ったのがタイトルの由来である。
オリコンシングルチャートでは初登場3位を記録。同チャートのトップ3入りは、RIP SLYMEは「Dandelion」以来約2年3か月ぶりとなり、くるりはそれまでの「Baby I Love You」の最高4位を超え、初めてのオリコンシングルチャートトップ3入りとなった。
初回盤のみ豪華ジャケット埋め込み型パネルプレゼント応募券付きのチェンジング・ジャケット仕様。これは「Juice」の初回盤と同じ仕様になっている。

## 収録曲
1. ラヴぃ
（作詞：RYO-Z, ILMARI, PES, SU 作曲：岸田繁）
作曲をくるりの岸田が担当したこともあり、それまでのRIP SLYMEに無かったようなメロディーの曲。RIP SLYMEの『EPOCH』に収録されている。PVはGROOVISIONが製作している。
2. ナイトライダー ＜RIPSLYME ver.＞
（作詞：RYO-Z, ILMARI, PES, SU 作曲：岸田繁）
『Juice』には岸田が歌詞を書き下ろした＜QURULI ver.＞が収録されている（基本的に演奏とコーラスは同じだが、2番Aメロ終わりにブレイクが入る）。ボーカリスト数が多いために＜QURULI ver.＞とはミックスを変えている。2010年に発売されたRIP SLYMEの裏ベスト『BAD TIMES』に収録されている。